# 엔겐의 난
엔겐의 난(일본어: 延元の乱 えんげんのらん[*])은 아시카가 다카우지가 고다이고 천황의 겐무 신정에 반기를 든 사건이다.
"엔겐"이란 반란 진행 도중인 겐무 3년 음력 2월 29일(서력 1336년 4월 11일)에 겐무 정권에 의해 행해진 개원에 따른 것이다. 당시 이미 지명원통(후의 북조)에 고곤 천황을 옹립한 상태였던 다카우지는 개원을 인정하지 않고 겐무 신정 붕괴 후에도 계속 "겐무" 연호를 사용했다.